# Poveljstvo alpinskih enot
Poveljstvo alpinskih enot (izvirno italijansko Comando Truppe Alpine; kratica: COMALP) je osrednje poveljstvo Italijanske kopenske vojske, ki nadzoruje večino alpinskih enot, vključno s podpornimi in šolskimi enotami. 
Poveljstvo je bilo ustanovljeno leta 1997 s preoblikovanjem 4. alpinskega korpusa (4º Corpo d'Armata Alpino) in se trenutno nahaja v Bolzanu.
Glavna naloga poveljstva je trenutno organizacija, priprava in izvedba italijanskih kontingentov za sodelovanje v Natovi mednarodni misiji ISAF v Afganistanu. Od začetka afganistanske vojne leta 2001 je tako poveljstvo nenehno zagotovilo in poveljevalo najmanj eni od dveh italijanskih bojnih skupin, ki sta delovali v Afganistanu. Danes pa alpini izvajajo tudi gorsko reševanje v italijanskim zimskih športnih centrih.

## Organizacija
- Poveljstvo alpinskih enot - COMALP:[2]
  -  Podporni bataljon COMALP
  -  Alpinski šolski center
    -  6. alpinski polk

  -  4. alpinski padalski polk
  -  Poveljstvo divizije Tridentina
  -  Alpinska brigada Taurinense:
    -  Podporni bataljon
    -  2. alpinski polk
    -  3. alpinski polk
    -  9. alpinski polk
    -  1. alpinski artilerijski polk
    -  32. alpinski inženirski polk

  -  Alpinska brigada Julia:
    -  Podporni bataljon
    -  5. alpinski polk
    -  7. alpinski polk
    -  8. alpinski polk
    -  3. alpinski artilerijski polk
    -  2. alpinski inženirski polk

Za operativne potrebe pa lahko COMALP uporabi tudi moštvo naslednjih enot, ki se nahajajo v isti regiji kot poveljstvo:
- 2. alpinski artilerijski polk
- 2. alpinski komunikacijski polk
- 24. alpinski manevrski polk
- 4. aviacijski polk
- 7. karabinjerski polk

## Vodstvo
Poveljniki
- korpusni general Pasquale De Salvia
- generalporočnik Roberto Scaranari
- generalporočnik Bruno Iob
- korpusni general Ivan Felice Resce
- korpusni general Armando Novelli
- korpusni general Bruno Petti
- korpusni general Alberto Primicerj